# Pardo Venera
Pardo Venera je slika beneškega umetnika Tiziana, dokončana leta 1551 in zdaj v muzeju Louvre. Znana je tudi kot Jupiter in Antiopa, saj se zdi, da prikazuje zgodbo o Jupitru in Antiopi iz knjige VI. Metamorfoze (vrstice 110–111). Gre za največjo mitološko Tizianovo sliko, in je bila prva večja mitološka slika, ki jo je umetnik ustvaril za Filipa II. Španskega. Dolgo so jo hranili v kraljevi palači El Pardo blizu Madrida (da se ne meša z muzejem Prado), od tod tudi njeno običajno ime; ali je dejansko predstavljena Venera, je negotovo. Pozneje je pripadala angleški in francoski kraljevi zbirki.
Analiza sloga in kompozicije kaže, da je Tizian spremenil bakanalski prizor, ki ga je začel precej prej v karieri, tako da je dokončal pokrajinsko ozadje in dodal figure. Za Sidneyja Freedburga je bil »vsebinsko verjetno izum poznejših 1530-ih, čeprav pozneje bistveno predelan; poln je motivov in idej, ki so se jih spominjali iz prejšnjega in bolj giorgionejevskih časov, urejenih po očitni in nezapleteni shemi klasifikacije«.
Čeprav je Antiope gol, slika ustreza osnovni definiciji Tizianove znane serije poesie, mitoloških prizorov iz Ovida, ki jih je slikal za Filipa, slika se običajno ne šteje v seriji, tako kot je bila začeta že preden je Tizian uporabil izraz v pismu Filipu, ali ker je akt res Venera, v tem primeru Ovid ne opisuje takega prizora.

## Venera ali Antiopae?
V zvezi z zadevo se zdi, da jo je Tizian sam opisal preprosto kot 'pokrajino', njegov sin Orazio pa jo imenuje »gola ženska s pokrajino in satiri«, tako v pismih Filipu, vendar jo pozneje popis El Pardo imenuje Jupiter in Antiopa. [4] V Madridu v 1620-ih je Vicente Carducho (um. 1638) svojo temo označil kot »Antiopa in nekaj pastirjev in satiri na velikem platnu«. [5] V dopisovanju francoskih in španskih veleposlanikov, ko se je zbirka Karla I. prodajala v letih 1649-53, je akt Venera. [6] Kot poudarja Malcolm Bull, »sta v poznejših inventarjih izraza gola ženska in Venera skoraj zamenljiva«, prisotnost njenega sina Kupida pa negotov kazalec, kot se pogosto pojavlja pri drugih ljudeh. [7

## Opis
Slika je zelo velika, figure pa nekoliko nepovezane, kompozicijo pa je drevo v središču razdelilo na dva dela. V desnem ospredju imamo prizor, ki bi ga dobro izobraženi renesančni gledalci poznali kot Jupiter, in sicer v obliki satira, plazečega po speči nimfi Antiopi ko dviga draperijo, da bi jo videl golo. Kmalu jo bo posilil. Morda je situacija izposojena le iz te zgodbe, toda vse Tizianove druge mitološke slike za Filipa prikazujejo prizore iz Ovida, kjer je Antiopina zgodba (Metamorfoze, VI, 110–111). Prizori satirskega voajerizma ali spolnega napada, dajejo naslov, kot Nimfa, ki jo je presenetil satir in so najdene v umetnosti večinoma kasneje kot ta, le samo zelo nepremišljen satir bi boginjo Venero na ta način obravnaval. Sliko lahko primerjamo z njegovo Bakanalije Andrijcev 1523–24 (Prado), kjer navidezno nezavedna gola figura v različici Speče Venere predstavlja del slikovnega prostora s skupino veseljakov v mešanici golote, sodobne in klasične obleke.
Venera ali Antiopa še nemoteno spi, ne le voajer, ampak lovski prizor nad njo, kjer so goniči vrgli jelena in takoj levo od nje, satir ali favn z nogami koze, ki sedi na tleh, v pogovoru z damo v sodobni obleki. Takoj ob njih stoji lovec, z velikimi psi, ne daleč levo pa drug lovec piha v rog.
Nad Venerino glavo je na drevesu Kupid, s puščico v loku, ki očitno kaže proti Jupitru. Na srednji razdalji se goli par, očitno obe ženski, pogovarjata ali poljubljata na bregu reke. Reka ima brzico nad jelenom in verjetno potem neko priteče za Jupitrom / satrom, vendar to ni jasno prikazano, kar je precej značilno za Tiziana. Na desni strani pokrajina kaže sodobno kmečko hišo na vrhu vzpona in oddaljeno naselje, kjer prevladujeta cerkveni stolp in strmina. Oddaljene gore dopolnjujejo pogled, ki podobno kot številne tizianske krajine odraža državo med Benetkami in njegovim rojstnim mestom Pieve di Cadore v gorah, čeprav se zdi, da ni upodabljal specifičnih lokacij.

## Pomen
Umetnostni zgodovinarji so se nekoliko trudili najti skladen pomen teh različnih elementov. Njihova čudna kombinacija je primer za dolgotrajen spor glede tega, v kolikšni meri Tizianove mitološke slike (in do neke mere slike beneških slikarjev na splošno) nosijo »veliko zapletenost alegoričnih pomenov« tako, kot so splošno sprejeti nekatera dela drugih renesančnih umetnikov. [10]
Harold Wethey ni bil navdušen nad idejo, da različni elementi predstavljajo različne načine življenja: 'aktivni' pri lovcih, 'voljni' v Veneri / Antiopi in Jupitru in 'kontemplativni' v paru, ki sedi na travi. [11] Druga vrsta razmišljanja je primerjati Venero z jelenom, ki so ga goniči ukrotili, jelen nato postane cerf fragile, v stari gotski vizualni metafori ulovljen jelen predstavlja življenje in preizkušnje Kristusa ali človeka. To črpa iz množice posnetkov iz verskih spisov, na koncu pa sega nazaj k psalmu 41/42: »Kakor hrepeni jelen po potokih voda, tako hrepeni moja duša po tebi, o Bog ...« Ps42
Lahko pa jo obravnavamo kot v bistvu dekorativno kopičenje različnih skupin predmetov, katerih namen ni celoten kompleksen pomen, ampak impresiven učinek.

## Tizianovi počivajoči akti
Slika je razvoj Tizianovih kompozicij z naslonjeno golo žensko v beneškem slogu. Poza Pardo Venere, ki spominja na položaj Venus pudica, ki si z eno roko pokriva spolovilo, je podobna kot v Giorgionejevi Speči Veneri, ki jo je Tizian dokončal po smrti Giorgioneja leta 1510. Okoli leta 1534 je Tizian naslikal Urbinsko Venero in podoben prizor leta 1545, morda izgubljena opisana Venera, poslana Karlu V., je bila 'podlaga' za serijo Venera in glasbenik, ki obstaja v več različicah. [13] Za razliko od drugih, Kupid v večini različic Venere in glasbenika, verjetno pa tudi v Pardo Veneri, omogoča jasno identifikacijo ženske kot Venere. [14] Vendar aluzije na boginjo povzdignejo takšne podobe iz spodobne kategorije kurtizan. [15]
Kenneth Clark je Pardo Venero označil za »težaven poskus, da bi znova ujel svoj zgodnji slog«, dresdenska / urbinska pa je tukaj 'precej groba'. [16] Izvirnejša kompozicija in rast, ki sta se začela sredi 1540-ih, vendar z različicami, poslikanimi v 1550-ih in morda v 1560-ih, se uporablja v seriji slik Danae, ki jih Clark vidi kot Tiziana, ki sprejema konvencije o aktih, ki prevladujejo zunaj Benetk; »v preostali Italiji so bila že dolgo v modi telesa povsem drugačne oblike«. [17]
Za Clarka sta različica Venere in glasbenika, kjer glava spreminja smer, telo pa ostaja popolnoma enako, »povsem beneška, mlajša sestra vseh tistih dragih dam, ki so jih Palma Vecchio, Paris Bordone in Bonifazio slikali za lokalno porabo«.[18

## Zgodovina
Leta 1574 Tizian še vedno ni bil plačan za sliko, ki jo je poslal Filipovemu tajniku in favoritu Antoniu Pérezu. Slika je bila še v El Pardu, ko je večina palače leta 1603 zgorela, izgubilo se je več Tizianov in druge pomembne umetnine. Vicente Carducho (1576 / 78–1638), italijanski dvorni slikar v Španiji, zapiše, da je, ko je slišal novice, najprej vprašal španskega kralja Filipa III. ali je Venera izgubljena. Po njegovih besedah naj bi preživela, komentiral je »Zadovoljen sem, preostalo bo na novo".
Kljub temu prestižu je sliko leta 1623 dal Karlu I. Angleškem, ko je kot valižanski princ prišel neuradno in nenačrtovano v Madrid, da bi skušal pridobiti špansko nevesto. Po Karlovi usmrtitvi so cenilci, ki so ocenjevali njegovo zbirko v Whitehallski palači, med drugim našli »to veliko in slavno delo« v drugi in srednji zasebni spalnici, skupaj s sliko Venera in glasbenik, ki je zdaj v Pradu, in ju ocenili na 500 funtov in £ 150. Obe istega dne leta 1649 kupil pri enem od prodajalcev Karlove umetniške zbirke polkovnik Johna Hutchinson, ki je plačal 600 funtov in 165 funtov. Hutchinson je to kupoval kot naložbo in ko so glavni celinski zbiralci spoznali razmere in organizirali agente, je v nekaj letih prodal vse svoje večje nakupe.
Španski veleposlanik Alonso de Cárdenas, ki je leto ali dve kasneje upravljal nakupe v Angliji, je zavrnil nakup Pardo Venere, in dal prednost Correggiovi sliki Venera z Merkurjem in Kupidom (ali "Šola ljubezni") (zdaj Narodni galerija), kot »no es tan profano como la otra, Venus dormido y el Satyro« (ni tako profana kot druga, Speča Venera in satir'). Leta 1653 se je Hutchinson spretno pogajal o Bordeaux-Neufvillu, ki je združil vloge francoskega veleposlanika in umetniškega agenta kardinala Mazarina in zanjo plačal 1200 funtov. Dobil jo je od Mazarinovih dedičev leta 1661 za Ludvika  XIV. Francoskega in ostala v francoski kraljevi zbirki, dokler ta ni prešla v muzej Louvre.
- Jelen je padel
- Figure na levi
- Tizianova Bakanalije Andrijcev, 1523-24, Prado